# Castelo de Perteque
O Castelo de Perteque (em turco: Pertek Kalesi) ou Berdaque (em armênio: Բերդակ; romaniz.: Berdak) é um castelo no distrito de Perteque, na província de Tunjeli, na Turquia, situado na margem direita do rio Eufrates. Tem cerca de 895 metros de altura em lotes inacessíveis por três lados, só podendo ser escalado lateralmente.